# زبابة كستنائية البطن
زبابة كستنائية البطن (الاسم العلمي: Sorex ventralis) (بالإنجليزية: Chestnut-bellied Shrew)‏ هو نوع من الحيوانات يتبع جنس الزبابة من الفصيلة الزبابات.